# Ahmad Abdel-Halim
Ahmad Abdel-Halim Abdel-Salam Al-Zugheir (arabski: أحمد عبد الحليم عبد السلام الزغير) (ur. 14 września 1986 w Ammanie) – jordański piłkarz, grający na pozycji pomocnika w klubie Al-Baqa’a.

## Kariera klubowa
Ahmad Abdulhalim w latach 2005–2013 był zawodnikiem Al-Wehdat Amman. Z Al-Wahdat trzykrotnie zdobył mistrzostwo Jordanii w 2007, 2008, 2009, dwukrotnie Puchar Jordanii w 2009 i 2010 oraz trzykrotnie Superpuchar Jordanii w 2008, 2009, 2010.

## Kariera reprezentacyjna
W reprezentacji Jordanii Abdulhalim zadebiutował w 2007. W 2011 został powołany na Puchar Azji. Dotychczas rozegrał w reprezentacji 30 spotkań i strzelił 1 bramkę.